# FAIR

FAIR, acrònim de Findable, Accessible, Interoperable and Reusable (trobable, accessible, interoperable i reusable en anglès), és un conjunt de recomanacions de propietats per a les dades. El terme s'utilitza per primera vegada el 2016 en una publicació d'un consorci de científics i organitzacions per tal de simplificar la descripció de les recomanacions de gestió de dades que s'hi proposaven.

## Suport
El G20 en la Cimera del G-20 de Hangzhou va emetre una declaració a favor dels principis FAIR en la recerca.
L'Associació de Biblioteques Europees de Recerca va recomanar-ne l'adopció el 2018.